# Mon père de la Révolution tranquille
Pour plus de détails, voir Fiche technique et Distribution.
Mon père de la Révolution tranquille est un documentaire québécois réalisé par Jean-Pierre Dussault, originellement diffusé sur les ondes de Savoir média le 3 avril 2021.

## Synopsis
Mon père de la Révolution tranquille dresse le portrait de l'homme politique Georges-Émile Lapalme à partir de la perspective de son fils Roger Lapalme, benjamin des sept enfants de la famille. Par le médium d'entrevues et de nombreuses images d'archives, le documentaire vise ainsi à restituer la vie, tant à travers ses ambitions pour le Québec que ses déceptions, du politicien qui a été chef du Parti libéral du Québec de 1950 à 1958 et ministre dans le cabinet de Jean Lesage de 1960 à 1964. De l'aveu de Roger Lapalme, le film cherche notamment à mettre en lumière l'importance historique de Georges-Émile Lapalme dans la Révolution tranquille ainsi que dans l'émancipation d'un Québec moderne. En parallèle, il présente les étapes de préparation d'un buste de bronze de Lapalme, installé devant le Ministère de la Culture et des Communications en 2017.

## Fiche technique
- Titre français : Mon père de la Révolution tranquille
- Production et réalisation : Jean-Pierre Dussault
- Scénario et entrevues : Roger Lapalme
- Conseil au contenu : Pierre Sormany
- Recherche : Roger Lapalme et Jean-Pierre Dussault
- Direction photo : André Michaud
- Caméra : Jean-Pierre Dussault, Thierry Beauchemin et Pascal Gélinas
- Prise de son : Georges Sheehy
- Stagiaire : Thierry Beauchemin
- Comédien : Michel Nadeau
- Montage, infographie et colorisation : André Michaud
- Musique originale : Olivier Auriol
- Postproduction et mixage sonore final : Pierre Rousseau - Studio SFX
- Pays d’origine :  Canada
- Langue originale : français
- Format : couleur
- Genre : Film documentaire
- Durée : 57 minutes
- Date de sortie :
  -  Canada
    - 3 avril 2021 à Savoir média
    - 28 avril 2021 aux Rendez-vous Québec Cinéma[6]